# Entente urbaine de football de Mbuji-Mayi
L’Entente urbaine de football de Mbuji-Mayi (Eufmayi) est la Ligue de football de haut niveau de la ville de Mbuji-Mayi. Chaque année, des clubs de l’Eufmayi sont relégués en Eufmayi D2, et les promus montent en LIFKOR. Cette Ligue fait partie de la Fédération congolaise de football association (FECOFA).
En 2012, l’Eufmayi une 3e Division à la suite de la création d’une 1re Division répartie en trois groupes. En 2018, l’Eufmayi devient une 4e Division à la suite de la création d’une 2e Division répartie en trois groupes.

## Palmarès
- 1995 : AS Bantous
- 1998 : AS Vita Club/Mbuji-Mayi [2]
- 2002 : SM Sanga Balende [3]
- 2003 : SM Sanga Balende [4]
- 2004 :AS Vita Club/Mbuji-Mayi[5]
- 2006 : OC Mbongo Sports [6]
- 2007 : TP Yanan [7]
- 2008 : SM Sanga Balende [8],[1]